# المسجد المعلق
المسجد المعلق (بالعبرية: מסגד אל-מועלק‏) المعروف أيضا باسم مسجد ظاهر العمر ، هو موجودٌ في مدينة عكا.

## التاريخ
تم بناء المسجد عام 1758 من قبل الحاكم العربي في عكا، ظاهر العمر . تم بناؤه في فناء في موقع بناء الذي تكلفه الصليبيين والذي أصبح فيما بعد بوابة لحي جنوة في المدينة. حتى عام 1746، كان يستخدم المبنى بمثابة كنيس قبل السكان اليهود في عكا،  ووقتها كان يدعى كنيس رمحل (باللغة العبرية : רמח"ל). كان اليهود لا يزالون يمتلكون المبنى عندما قرر ظاهر تحويله إلى مسجد، لكنه عوضهم بمبنى مختلف يقع في الحي اليهودي من مدينة عكا. وتشمل ميزات بقايا الكنيس المتبقية، مكان التابوت المقدس ونقوش بالغة العبرية .

## هندسة معمارية
يقع المسجد على طول حافة سوق المدينة القديمة في عكا، الواقعة بين خان العمدان وخان الإفرانجي، ويتواجد المسجد بشكل الذي يكون مرتفع فوق الشارع. من الخارج، المؤشرات الرئيسية لمبنى المسجد هي القبة الموجودة بمستوى علو منخفض والقاعدة المستديرة لمئذنته السابقة. يتواجد مدخل المسجد تحت قاعدة المئذنة الأصلية. تم هدم هذه المئذنة من قبل بلدية عكا في عام 1950 ، بدعوى وجود خطر على مصلحة السلامة العامة. يتكون جسم المسجد بشكل رئيسي من قاعة صلاة كبيرة مربعة الشكل، ويوجد مدخل رواق ، المصمم بشكل يعتليه ثلاث قبب، قبل قاعة الصلاة. بجانب قاعة الصلاة توجد غرفة أصغر حجما وتستخدم حاليًا كمكتبة. تؤدي سلالم، الموجودة في أسفل مدخل خفي، إلى ساحة الفناء.